# Egg (album)
Egg – pierwszy album studyjny brytyjskiego zespołu rocka progresywnego i sceny Canterbury Egg z 1970 roku.

## Lista utworów

### Wydanie oryginalne (Deram SDN 14, 1970)[1][2][4][5]
Wszystkie utwory zostały skomponowane przez Clive'a Brooksa, Monta Campbella i Dave'a Stewarta, z wyjątkiem:
Strona A
| Nr | Tytuł utworu | Muzyka                | Długość |
| -- | --- | --------------------- | ------- |
| 1. | „Bulb” | Peter Gallen          | 0:09    |
| 2. | „While Growing My Hair” |                       | 4:02    |
| 3. | „I Will Be Absorbed” |                       | 5:11    |
| 4. | „Fugue in D Minor” | Johann Sebastian Bach | 2:49    |
| 5. | „They Laughed When I Sat Down at the Piano…”                                                                               |                       | 1:21    |
| 6. | „The Song of McGillicudie the Pusillanimous (Or Don't Worry James, Your Socks Are Hanging in the Coal Cellar with Thomas)” |                       | 5:09    |
| 7. | „Boilk” |                       | 1:04    |
|    | |                       | 19:45   |

Strona B
| Nr | Tytuł utworu                                                            | Długość |
| -- | ----------------------------------------------------------------------- | ------- |
| 1. | „Symphony No. 2” - „Movement 1” - „Movement 2” - „Blane” - „Movement 4” | 20:40   |
|    |                                                                         | 20:40   |

### Reedycja (Eclectic Discs ECLCD 1014, 2004)[5][6]
Album został ponownie wydany na CD w lutym 2004 roku przez Eclectic Discs. Został zremasterowany z oryginalnych taśm. Reedycja zawiera trzy bonusowe utwory, w tym obie strony pierwszego i jedynego singla  zespołu z 1969 roku ("Seven Is a Jolly Good Time"/"You Are All Princes") oraz "Movement 3" z "Symphony No. 2", który został pominięty na oryginalnym wydaniu z powodu problemów z prawami autorskimi, ponieważ jego melodia jest podobna do części baletu Igora Strawinskiego "Święto wiosny". Istnieją też podobieństwa do finałowej części "Neptuna" z suity orkiestrowej "Planety" Gustava Holsta.
| Nr  | Tytuł utworu | Muzyka                | Długość |
| --- | --- | --------------------- | ------- |
| 1.  | „Bulb” | Peter Gallen          | 0:09    |
| 2.  | „While Growing My Hair” |                       | 4:02    |
| 3.  | „I Will Be Absorbed” |                       | 5:11    |
| 4.  | „Fugue in D Minor” | Johann Sebastian Bach | 2:49    |
| 5.  | „They Laughed When I Sat Down at the Piano…”                                                                               |                       | 1:21    |
| 6.  | „The Song of McGillicudie the Pusillanimous (Or Don't Worry James, Your Socks Are Hanging in the Coal Cellar with Thomas)” |                       | 5:07    |
| 7.  | „Boilk” |                       | 1:04    |
| 8.  | „Symphony No. 2: First Movement”                                                                                           |                       | 5:47    |
| 9.  | „Symphony No. 2: Second Movement”                                                                                          |                       | 6:18    |
| 10. | „Symphony No. 2: Blane” |                       | 5:28    |
| 11. | „Symphony No. 2: Third Movement” (utwór niewydany)                                                                         |                       | 3:11    |
| 12. | „Symphony No. 2: Fourth Movement”                                                                                          |                       | 3:10    |
| 13. | „Seven Is a Jolly Good Time” (utwór dodatkowy)                                                                             |                       | 2:47    |
| 14. | „You Are All Princes” (utwór dodatkowy)                                                                                    |                       | 3:45    |
|     | |                       | 50:09   |

## Twórcy
- Dave Stewart – organy Hammonda, fortepian, generator dźwięku, melotron
- Mont Campbell – gitara basowa, śpiew (2, 3, 6, 13, 14)
- Clive Brooks – perkusja